# Богомолов Артем Євгенович
Артем Євгенович Богомолов — український військовик, бригадний генерал Збройних сил України, учасник російсько-української війни.

## Життєпис
Народився в Артемівську Донецької області. У 1998 році закінчив Одеський інститут сухопутних військ. Проходив службу у 169-му навчальному центрі «Десна» на командних посадах від командира взводу до начальника штабу військової частини.
У 2014 році обіймав посаду начальника штабу 169-ї ротно-тактичної групи, якою командував генерал-майор Едуард Москальов. Підрозділ, чисельністю близько 250 військовослужбовців — переважно кадрових офіцерів і сержантів 169 навчального центру, одним із перших висунувся на Схід України. 169-та РТГр брала участь у звільненні Дзержинська (нині Торецьк) та в боях за Дебальцеве.
У 2018—2019 роках обіймав посаду заступника командира 30-ї окремої механізованої бригади. З травня 2019 до серпня 2021 року командував 72-ю окремою механізованою бригадою.
У 2022 році — заступник командувача військ оперативного командування «Захід» Сухопутних військ Збройних сил України.
У 2023 році був командувачем оперативно-тактичного угруповання «Соледар».
У 2024 році повідомлялося про призначення Андрія Богомолова командиром 10-го армійського корпусу.
На жовтень 2024 командував тактичною групою «Куп'янськ».

## Нагороди
- Орден Богдана Хмельницького II ст. (18 листопада 2024) — за особисту мужність, виявлену у захисті державного суверенітету та територіальної цілісності України, самовіддане виконання військового обов'язку.[7]
- Орден Богдана Хмельницького III ст. (17 травня 2019) — за значні особисті заслуги у захисті державного суверенітету та територіальної цілісності України, громадянську мужність, самовідданість у відстоюванні конституційних засад демократії, прав і свобод людини, вагомий внесок у культурно-освітній розвиток держави, активну волонтерську діяльність.[8]

## Військові звання
- полковник;
- бригадний генерал (4 березня 2022).[2]